# جائزة الصين الكبرى 2012
جائزة الصين الكبرى 2012 (بالإنجليزية: 2012 Chinese Grand Prix)‏ هو سباق فورمولا 1 أقيم بتاريخ 15 أبريل 2012 في حلبة شانغهاي الدولية، الصين. كان الثالث من أصل 20 في بطولة العالم لسباقات الفورمولا واحد موسم 2012. حلّ الألماني نيكو روسبيرغ أولا بينما جاء البريطاني جنسن باتون في المركز الثاني وحصل على المركز الثالث البريطاني لويس هاملتون.